# Little Sioux
Little Sioux é uma cidade localizada no estado americano de Iowa, no Condado de Harrison.

## Demografia
Segundo o censo americano de 2000, a sua população era de 217 habitantes.
Em 2006, foi estimada uma população de 208, um decréscimo de 9 (-4.1%).

## Geografia
De acordo com o United States Census Bureau tem uma área de
0,9 km², dos quais 0,9 km² cobertos por terra e 0,0 km² cobertos por água. Little Sioux localiza-se a aproximadamente 316 m acima do nível do mar.

## Localidades na vizinhança
O diagrama seguinte representa as localidades num raio de 20 km ao redor de Little Sioux.